# Xiaomi Mi Smart Band 4

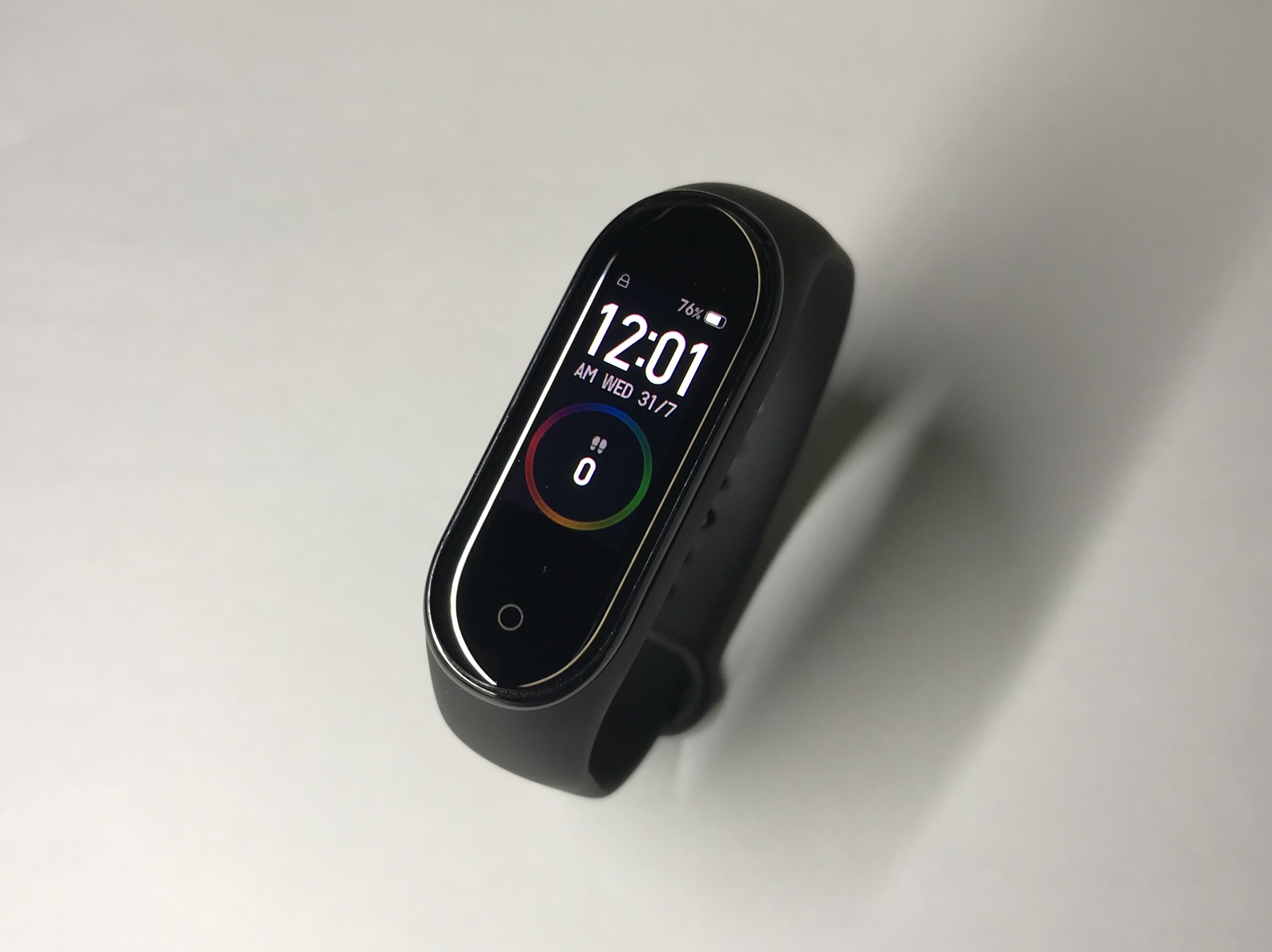
Xiaomi Mi Smart Band 4

Xiaomi Mi Smart Band 4 (Xiaomi Mi Band 4 в Китайской версии) — четвертый фитнес-трекер от компании Xiaomi Corporation (кит. 小米科技, пиньинь: Xiǎomĭ Kējì, палл.: Сяоми́ Кэцзи́). Выпущен в Китае 16 июня 2019 года, в Европе 26 июня 2019 года и в Индии 7 июня 2019 года. Он на 39,9 % больше своего предшественника, имеет цветной суперемкостный AMOLED-дисплей и функцию мониторинга сердечного ритма в режиме 24/7.

## Характеристика

### Основные[4][5][6][7]
- Производитель: Xiaomi
- Версия Bluetooth: V4.2 LE
- Степень водонепроницаемости: IP68 5 ATM
- Совместимость: Android 4.4+ / iOS 9.0 +
- Язык: Мультиязычность
- Общая длина: 235 мм
- Длина ремешка: 140—216 мм
- Размеры (Д x Ш x В): 46,9 х 17,9 × 12,9 мм
- Вес продукта: 22.1 г

### Датчики
- Акселерометр
- Оптический пульсометр
- Вибрационный двигатель
- Гироскоп

### Дисплей
- Дисплей: 0,95 дюймов AMOLED

### Батарея
- Тип аккумулятора: литий-полимерный аккумулятор
- Емкость аккумулятора: 135 мАч
- Срок службы батареи: 20 дней

### Материал
- Материалы капсулы: пластик и алюминиевый каркас внутри
- Материалы браслета: Силикон